# Литвинов, Владимир Васильевич
Владимир Васильевич Литвинов (род. 26 июля 1936 года) — советский военачальник. Первый заместитель Главнокомандующего Войсками ПВО (1987—1991), генерал-полковник (29.04.1988). Доктор экономических наук, гранд-доктор философии. Автор 60 монографий, статей и докладов. Почётный радист Российской Федерации. Действительный Член академии военных наук, Международной академии информатизации, Всемирной академии наук комплексной безопасности и интернациональной дипломатической академии. Член Клуба Военачальников Российской Федерации.

## Биография
Родился 26 июля 1936 года в совхозе «Гигант» Сальского района Ростовской области в семье шофёра. Отец — Литвинов Василий Яковлевич, шофёр второго класса, работал в автобазе. Мама — Литвинова Татьяна Тимофеевна шофёр, разнорабочая. Литвинов Владимир Васильевич в 1943 году в посёлке Целина Ростовской области поступил в начальную школу № 64. В 1953 году окончил 10 классов Целинской средней школы № 1.
В августе 1953 года военным комиссаром Целинского РВК был направлен на учёбу в Днепропетровское училище. Военную присягу принял 5 декабря 1953 года. Прослужил в Вооружённых силах СССР 38 лет. Проходил службу в 11 военных округах (группах войск): Киевский военный округ — дважды, Белорусский военный округ — дважды, УРВО, ОдВО, ЮГВ, ЗАКВО, ПрикВО, Москва — дважды, ДВО, ГСВГ, Северная группа войск. Общее количество переездов, в том числе внутри округов — 22. Количество школ, в которых дети учились — у старшего сына Игоря — 7, у младшего сына Александра — 6. 7 лет значились бесквартирными.
Приказом министра обороны СССР № 01366 от 5 ноября 1991 года, по ст. 59, пункт Б, уволен в запас с правом ношения военной формы одежды. На воинский учёт принят Севастопольским РВК г. Москвы (ВСРФ), 9.12.1991 года. Снят с учёта 26.07.1996 года в отставку.
Жизнь после увольнения начал от достигнутого служебного и жизненного уровня. Необходимо было добывать новые знания. В течение почти 24 лет проработал в ПАО «МАК «Вымпел».

### Образование
Днепропетровское Краснознамённое зенитное артиллерийское училище в 1955 году по первому разряду (до мая 1955 года — Днепропетровское Краснознамённое артиллерийское радиотехническое училище).
Киевское высшее артиллерийское инженерное училище им. С. М. Кирова в 1967 году c отличием.
Военная академия Генерального штаба Вооружённых Сил СССР К. Е. Ворошилова 1979 году с отличием.

### Прохождение службы
1953—1955 годы — курсант военного училища.
1955—1961 годы — командир огневого взвода, отдельного взвода разведки полка, приборного радиолокационного взвода — старший офицер батареи 842 зенитного артиллерийского полка 57-мм зенитных орудий (С-60), 120-й гвардейской мотострелковой дивизии (Уручье), Белорусский военный округ.
1961—1962 годы — командир учебного взвода, заместитель командира учебной батареи 543 отдельного учебного зенитного артиллерийского дивизиона (С-60) 78 учебной мотострелковой Сивашской дивизии в УрВО (г. Чебаркуль).
1962—1963 годы — командир учебной батареи 543 отдельного учебного зенитного артиллерийского дивизиона (С-60) 78 умсд УрВО (г. Челябинск).
1967—1968 годы — командир 624-го отдельного зенитно-ракетного дивизиона 46-й зенитной ракетной бригады «Круг» (ОдВО, г. Первомайск)
1968—1971 годы — старший офицер оперативного отдела управления начальника войск ПВО ОдВО (г. Одесса).
1971—1975 годы — командир 177-го отдельного зенитно-ракетного полка (С-75) ЮГВ.
1975—1977 годы — заместитель начальника войск ПВО ЗакВО (г. Тбилиси)
1979—1980 годы — начальник войск ПВО Дальневосточного военного округа (г. Хабаровск).
1980—1981 годы — начальник штаба — первый заместитель командующего ПВО Дальневосточного военного округа (г. Хабаровск)
1981—1984 годы — командующий ПВО Группы Советских Войск в Германии (ГСВГ).
1984—1986 годы — командующий ПВО войск Западного направления (г. Легница, ПНР).
Начальник штаба — первый заместитель главнокомандующего, член Военного Совета войск Западного стратегического направления генерал-полковник Михаил Никитович Терещенко писал — 

…чрезвычайно важно было иметь твёрдое, гарантированно надёжное управление силами и средствами ПВО и ВВС на ТВД. Инициатором идей по созданию новой системы на стратегическом направлении ТВД, был опытный, всесторонне подготовленный военачальник, лично разработавший принципы построения такой системы, генерал-лейтенант В. В. Литвинов. Он вместе со своим начальником штаба генерал-лейтенантом А. П. Суровцевым и штабом ВВС под руководством генерал-лейтенанта авиации М. М. Кузнецовым, в короткие сроки создали совмещённый командный пункт ВВС и ПВО (СКП ВВС и ПВО) и обеспечили надёжное управление авиацией и силами ПВО на случай отражения агрессии противника с воздуха…— М.Н. Терещенко 
1986—1987 годы — командующий второй отдельной армией ПВО, член Военного Совета БВО — заместитель командующего войсками округа по Войскам ПВО.
1987—1991 годы — первый заместитель главнокомандующего войсками ПВО.
С 1992 года в Вооружённых силах Российской Федерации — генерал-полковник в запасе, с 1997 года — генерал-полковник в отставке.
Прослужил в Вооружённых силах СССР 38 лет, из них: в войсках ПВО сухопутных войск — 27 лет, в Войсках противовоздушной обороны (страны) — 11 лет.
Наиболее долго прослужил в должностях: командир взвода — 7 лет, командир полка — почти 4 года, начальник войск ПВО военного округа, командующий ПВО группы войск, войск Западного стратегического направления и командующего отдельной армией ПВО — 7 лет.
Командовал: отдельным взводом разведки, отдельным зенитным ракетным дивизионом, отдельным зенитным ракетным полком и отдельной армией ПВО.
Командующий войсками противоракетной и противокосмической обороны генерал-полковник Красковский В. М. вспоминал:

Мне всё чаще приходилось решать с генералом В. В. Литвиновым вопросы, касающиеся войск Ракетно-Космической Обороны, видеть его в деле, на многочисленных комиссиях, совещаниях, проводимых на различных уровнях.
Больше года Владимир Васильевич в должности Первого заместителя Главкома ПВО. Ему 52 года. Он принадлежит к военачальникам послевоенного поколения. Трудится плодотворно. Высокая оперативная и теоретическая подготовка, большая практика службы в войсках. Строг, подтянут. Такой же чёткий и ход мыслей. Способен отстаивать свои идеи. Не избалован почестями и наградами. В обращении с подчинёнными прост, подхалимов не любит. В оценках объективен…
Мне нравился Владимир Васильевич своими качествами военного человека, независимостью и оригинальностью мышления, принципиальностью. В нём просматривался крупный военный руководитель. — Красковский В. М
Высшие воинские звания: генерал-майор артиллерии (10.2.1981), генерал-лейтенант артиллерии (3.02.1984), генерал-полковник (15.2.1988). 

### После военной службы
1991—1992 — заместитель генерального директора совместного Советско-Кипрского предприятия «Инкомлес» — директор Московского филиала.
1992—1996 — первый вице-президент по оборонным программам Межгосударственной акционерной корпорации «Вымпел»;
1996—1997 — и. о. президента межгосударственной акционерной корпорации «Вымпел»;
1997—2005 — президент Межгосударственной акционерной корпорации «Вымпел»;
Председатель жюри Российского конкурса «Менеджер года-2002», почётный председатель Совета Федерации Федерального собрания Е. С. Строев и сопредседатели оргкомитета: Президент вольного Экономического общества России, профессор Г. Х. Попов и президент Международной Академии менеджмента, академик РАН С. А. Ситарян 13.03.2003 г. вручили Литвинову Владимиру Васильевичу диплом: Победитель Российского конкурса «Менеджмент-2002» в номинации «Научные исследования и опытно-конструкторские разработки».
Председатель жюри Московского конкурса «Менеджер года-2002», вице-мэр гор. Москвы В. П. Шанцев и сопредседатели оргкомитета: Президент Вольного Экономического общества России, профессор Г. Х. Попов и президент Международной Академии менеджмента, академик С. А. Ситарян 13.03.2003 г. вручили Владимиру Васильевичу Литвинову диплом: Победитель Московского конкурса «Менеджер-2002».
Организатор разработки концепций реструктуризации и внедрения в практику конкретных моделей реформирования оборонных предприятий и организация и управление предприятиями оборонно-промышленного комплекса в условиях экономики переходного периода.
Вице-президент Всемирного информационно-распределённого университета, президент отделения — Университета информационно-управляющих систем;
2006—2011 — советник президента ОАО МАК "Вымпел".
Главной целью создания музея ОАО МАК "Вымпел" (приказ № 91 от 5.12.2006 г.), было сохранение трудовых традиций общества в вопросах разработки и создания систем и средств ракетно-космической обороны (РКО), воспитание молодых (вновь поступивших) специалистов на лучшем опыте общества, сохранение истории развития систем и средств РКО в целом и по основным частям, представление перспектив развития систем и средств РКО и демонстрация профессионального уровня для получения конкурсных преимуществ при участии в тендерах по профильным и иным темам. Советник президента корпорации Литвинов В. В. совместно с В. В. Дементьевым, А. Д. Лукьяновой, В. И. Завгородним и группой активных и высокопрофессиональных специалистов, к 20 декабря 2007 года выполнили поставленную задачу.
В 2012 году В. В. Литвинов — инициатор проведения Репинских научных чтений в память о В. Г. Репине — Первом (в 1970—1987 годах) главном конструкторе Системы предупреждения о ракетном нападении (СПРН) и Системы контроля космического пространства (СККП), лауреате Государственной премии, заслуженном деятеле РФ, Герое социалистического труда, докторе технических наук, профессоре). Активно поддержан руководством корпорации: научные чтения стали ежегодными, к 80-летнему юбилею учёного (8.11.2014 г.) установлена памятная доска на здании, в котором он работал, оказана помощь в подготовке и издании книги о В. Г. Репине — «Рождённый Титаном».
11 мая 2015 года глава администрации Целинского района Борис Николаевич Сорокин в конференц-зале Целинской средней школы № 1 вручил В. В. Литвинову диплом: «Человек года Целинского района 2014». Номинация «Гимн родному краю». Подпись: председатель Собрания депутатов Целинского района В. И. Корольков. (Решение Собрания депутатов Целинского района от 25.12.2014 № 23)
С 2011 по 12.11.2016 года — советник президента ОАО МАК "Вымпел" по военным и военно-техническим вопросам. С 1 ноября 2016 года назначен на должность главного инспектора группы инспекторов отдела объединённого военного комиссариата города Москвы по Академическому району Юго-Западного административного округа города Москвы.

## Семья
- Отец — Василий Яковлевич Литвинов (1908—1944). Участник Великой Отечественной войны. Служил шофёром седьмого батальона аэродромного обеспечения (гор. Сальск). В 1942 году комиссован. Умер от ран 1 мая 1944 года и похоронен в посёлке Целина.
- Мать — Татьяна Тимофеевна Литвинова. Родилась в 1913 году. Умерла она на 87 году жизни и похоронена в Майкопе.
- Жена — Литвинова Лидия Александровна. Родилась в 1942 году.
- Сын — Игорь, 1962 года рождения (дети: сын Владимир, дочери: Александра — старшая и Ирина)
- Сын — Александр, 1973 г.р. (дети: дочь Василиса, сын Степан, младшая дочь — Евдокия)
- Внуки — 2
- Внучки — 4
- Правнуки — 2
- Сестра — Вера Васильевна Крючкова (1930 г.р.), муж сестры Юрий Фёдорович Крючков (1927—2016), дети — дочь Елена (1954 г.р.), сын Виктор (1958 г.р.).

## Награды и звания
- Орден Красной Звезды
- Орден «За службу Родине в Вооружённых Силах СССР» 3-й степени
- Орден «За службу Родине в Вооружённых Силах СССР» 2-й степени
- Орден Почёта
- Медаль «За спасение погибавших»
- Медаль «За укрепление боевого содружества»
- Юбилейная медаль «Двадцать лет Победы в Великой Отечественной войне 1941—1945 гг.»(7 мая 1965[1])
- Медаль «Сорок лет Победы в Великой Отечественной войне 1941-1945 гг.»[2]
- Юбилейная медаль «50 лет Победы в Великой Отечественной войне 1941—1945 гг.»[3]
- Медаль «Ветеран Вооружённых Сил СССР»
- Юбилейная медаль «40 лет Вооружённых Сил СССР»[4]
- Юбилейная медаль «50 лет Вооружённых Сил СССР»(26 декабря 1967[5])
- Юбилейная медаль «60 лет Вооружённых Сил СССР»[6]
- Юбилейная медаль «70 лет Вооружённых Сил СССР»[7]
- Медаль «За безупречную службу» I степени
- Медаль «За безупречную службу» II степени
- Медаль «За безупречную службу» III степени
- Знак ЦК ВЛКСМ «За воинскую доблесть»
- Памятный знак «Участнику ликвидации последствий аварии на ЧАЭС» (1986—2011 гг.)
- Почётный радист Российской Федерации
- 20 других медалей, в том числе иностранных
- 15 памятных знаков

## Общественные награды
- Кавалерский знак ордена «Наука, образование, культура»
- Высший международный орден «Золотая звезда»
- Орден К. Э. Циолковского

## Основные научные труды и публикации
- Эстетика воинской службы // Сборник научных трудов военно-научного общества Киевского высшего артиллерийского инженерного училища им. С. М. Кирова. — Киев, 1967. — С. 27.
- Командир зенитного ракетного дивизиона — как оператор в звене управления противовоздушным боем: Исследование // Сборник научных трудов военно-научного общества Киевского высшего артиллерийского инженерного училища имени С. М. Кирова. — Киев, 1967. — С. 16.
- Некоторые особенности непосредственной подготовки к стрельбе зенитного ракетного дивизиона 2к11 («Круг») // Вестник ПВО Сухопутных войск. — 1968. — № 6. — С. 3.
- Особенности перевода в высшие степени боевой готовности сил и средств ПВО общевойсковой и танковой армий // Труды военной академии Генерального штаба ВС. — М., 1978. — С. 10.
- Особенности организации противовоздушной обороны фронта на горном театре военных действий // Труды военной академии Генерального штаба ВС. — М., 1978. — С. 10.
- О боевой готовности войск ПВО военного округа // Вестник ПВО. — 1988.—  № 5. — С. 12.
- Организация и управление соединениями ПВО в ходе тактического учения с боевой стрельбой: Монография, НТМО / Соавторы: Чукарин Н. И., Акчурин Р. С., Дубров Г. К., Токарев В. А. и др. — М., 1990, С. 70.
- Принципы организации и построения ВКО страны: Доклад на военно-научной конференции Войск ПВО. — М., 1991. — С. 30.
- Принципы организации и построения системы управления воздушно-космической обороной страны с использованием больших информационных систем в ракетно-космической обороне: Доклад на военной конференции Войск ПВО. — М., 1990. — С. 4.
- Опыт и проблемы развития двойных технологий радиоэлектроники и телекоммуникаций в ОАО МАК «Вымпел»: Доклад на первой межотраслевой научно-практической конференции «Ключевые радиоэлектронные технологии двойного применения» / Соавтор Дементьев В. В. — М., 1995. — С. 7.
- Пути укрепления государства — во внедрении эффективных технологий в производство, управление и оборону страны / Соавторы: Акопян И. Г., Бойко В. Д., Шимко В. И. и др. // Радиопромышленность. — 1997. — С. 12.
- Основные направления совершенствования структуры и управления корпорацией: Доклад на научно-практической конференции МАК «Вымпел» / Соавторы: В. Г. Лисица, В. В. Балакин, В. С. Капитонов и др. // Труды конференции. — М., 1997. — С. 10.
- Методология реформирования предприятий ОАО МАК «Вымпел» в условиях экономического кризиса // Труды МАК «Вымпел». — М., 1998. — С. 5.
- Экономическое состояние предприятий ВПК — забота государственная: Доклад на секции «Военно-промышленный комплекс» на Научно-практической конференции руководителей Министерств РФ, Правительства г. Москвы и Московской области // Труды конференции. — М., 1998. — С. 5.
- Основные направления в экономической и финансовой деятельности. Особенности в управлении собственностью: Доклад на годовом собрании акционеров ОАО МАК «Вымпел» / Соавторы: Лисица В. Г., Балакин В. В., Коробова Е. А. и др. — М., 1998. — С. 10.
- О состоянии и перспективах развития акционерных обществ в Российской Федерации: Доклад на Всероссийском совещании. — М., 1998. — С. 7.
- Экономический анализ научно-производственной деятельности и стратегия развития системы управления: Доклад на научно-практической конференции Труды МАК «Вымпел». — М., 1998. — С. 12.
- Концепция реструктуризации открытого акционерного общества // Труды УЭПР и П. — М., 1999. — С. 6.
- Организация и управление. Сущность. Стиль. Принципы построения системы управления // Труды УЭППР. — М., 1999. — С. 5.
- Концепция реформирования открытого акционерного общества. — М., 1999. — С. 6.
- Оценка экономической эффективности управления корпорацией (на примере ОАО МАК «Вымпел») // Труды УЭПР и П. — М., 1999. — С. 7.
- Об экономических основах реструктуризации и реформирования оборонного и промышленного комплекса России // Труды заседания Круглого стола. — М.: РТПП, 1999. — С. 6.
- Организация и управление предприятием оборонно-промышленного комплекса в условиях экономики переходного периода: Монография. — М., 1999. — С. 92.
- Стратегия организации и управления предприятием оборонно-промышленного комплекса в условиях экономики переходного периода: Докторская диссертация. — М., 2000. — С. 89.[8]
- Управление предприятием (особенности сущности, стиля и принципов) // Экономика и производство. — 2000. — № 8. — С. 3.
- Концепция реформирования открытого акционерного общества (на опыте ОАО МАК «Вымпел») // Экономика и производство. — 2000. — № 1—3. — С. 4.
- О перспективах развития интегрированной структуры ОАО МАК «Вымпел»: Доклад на коллегии Российского агентства по системам связи и АСУ (РАСУ) 21.02. 2000 г. "Труды «МАК „Вымпел“, М., 2000, с.19.
- Реструктуризация оборонной промышленности: цели, техника исполнения. Статья. Журнал „Экономика и производство“, № 1, М., 2001, с.7.
- От выживания к развитию. Статья. Журнал „Вопросы радиоэлектроники“, М., 2001, с.5.
- Концепция реформирования предприятий оборонного комплекса. Статья. Журнал „Экономика и производство“. М., 2001, с.4.
- Направления и методы совершенствования хозяйственного законодательства в процессе возрождения отечественного производства № 10. Статья. Соавторы: Фатеев А. Е., Ковриго Ф. П., Кошеваров Г. А. и др. М., 2001, с.9.
- Проблемы банкротства в переходной экономике и специфические особенности в Российской оборонной промышленности». Статья. Журнал «Экономика и производство», № 10. Соавторы: Фатеев А. Е., Ковриго Ф. П., Фадеев В. В. и др. М., 2001, с.5.
- Экономические реформы: оценка результатов и их последующая направленность в отработке рыночного механизма на основе методов институционализации. Статья. Журнал «Экономика и производство», № 1-1. Соавторы: Ковриго Ф. П., Кузнецов С. С., Фатеев А. Е. и др. М., 2001, с.6.
- Некоторые вопросы совершенствования методов подготовки кадров высшей квалификации. Статья. Журнал «Экономика и производство», № 10. Соавторы: Авдонин Б. Н., Емуранов В. Г., Муравьёв С. А. и др. М., 2001, с.7.
- Наёмный труд, как один из основных факторов функционирования науки и производства в рыночной среде — его проблемы в условиях российских рыночных отношений. Статья. Журнал «Экономика и производство», № 11. Соавторы: Ковриго Ф. П., Фадеев В. В., Фатеев А. Е. и др. М., 2001, с.7.
- Вопросы обеспечения информационной безопасности научных, производственных и финансовых структур на базе современной системы программно-технических средств. Статья. Журнал «Экономика и производство». Соавторы: Кошеваров Г. А., Ковриго Ф. П., Фатеев А. Е. и др. М., 2001, с.9.
- Направления и методы воспроизводства специалистов высшей квалификации в новой экономической среде в условиях индустриального возрождения России. Статья. Журнал «Экономика и производство», № 10. Соавторы: Евреинов Э. В., Емуранов В. Г., Мухтаруллин и др. М., 2001, с.10.
- Стратегия организации управления предприятия разработчиками больших информационных систем в условиях экономики переходного периода. Монография. Брюссель-Москва. 2001, с.40.
- Проблемы ЕвроПРО. Доклад на международной специализированной выставке конференции военных и двойных технологий: «Новые технологии в радиоэлектронике и системах управления». «Труды конференции». Том 2. Секция 2 — «Радиолокация». Соавторы: Батырь Г. С., Меньшиков, А. В., Суханов С. А. и др. М., 2002, с.5.
- Проблемы экономики, организации и мотивации производства вооружения и военной техники в новых условиях хозяйствования. Статья. Журнал «Экономика и производство», № 3. Соавторы: Андрющенко В.И, Белик Ю. Д., Фатеев А. Е. и др. М., 2002, с.6.
- 10 лет работы корпорации в рыночной экономике: результаты, уроки, перспективы. Доклад на научно-практической конференции. Журнал «Вопросы радиоэлектроники», № 1. Соавторы: Батырь Г. С., Балакин В. В., Коробова Е. А., Капитонов В. С. М., 2003, с.26.
- Вопросы активизации деятельности предприятий оборонно-промышленного комплекса. Статья. Журнал «Экономика и производство», № 2. Соавторы: Аврутин А. И., Залещанский Б. Д., Кошеваров Г. А. и др. М., 2003, с.5.
- Проблемы формирования массового общественного сознания в условиях взаимодействия бизнеса и власти в процессах интенсификации развития отечественного производства. Статья. Журнал «Экономика и производство», Соавторы: Андрющенко В. И., Курбатов С. М., Маланов М. Б. и др. М., 2004, с.11.
- О создании Ассоциации (Союза) инженеров России. Статья. Журнал «Экономика и производство», № 11. Соавторы: Андрющенко В. И., Залещанский Б. Д., Рябов Г. Г. и др. М., 2004, с.7.
- Открытое акционерное общество "МАК «Вымпел». Статья. Противовоздушная и противоракетная оборона. Книга «Оружие и технологии». Т. 9. Издательский дом «Оружие и технологии». М., 2004, с.2.
- Инвестиционные и инновационные проблемы в системе оборонно-промышленного комплекса страны. Статья. Журнал «Экономика и производство», № 1. Соавторы: Ковриго Ф. П., Аврутин А. И., Рябов Г. Г. и др. М., 2004, с.4.
- Социально-экономические цели и методы управления в системе взаимодействия между властью, бизнесом и обществом в процессе возрождения индустриальной мощи страны. Статья. Журнал «Экономика и производство», № 3. Соавторы: Андрющенко В. И., Большаков А. И., Фатеев А. Е. и др. М., 2005, с.9.
- Некоторые вопросы интенсификации процессов в отечественном производстве. Статья. Журнал «Экономика и производство», № 4. Соавторы: Андрющенко В. И., Прохоров Н. Л., Фатеев А. Е. и др. М., 2005, с.6.
- Проблемы совершенствования структуры и методов коммуникаций в отечественной социально-экономической системе. Статья. Журнал «Экономика и производство», № 4. Соавторы: Залещанский Б. Д., Андрющенко В. И., Фатеев А. Е. и др. М., 2005, с.10.
- Реальный сектор производства в процессах осуществления среднесрочной программы развития отечественной экономики. Статья. Журнал «Экономика ипроизводство», № 4. Соавторы: Андрющенко В. И., Маланов М. Б., Фатеев А. Е. и др. М., 2005, с.7.
- Формализация экономических процессов как исходная база совершенствования управления. Статья. Журнал «Экономика и производство», № 4. Соавторы: Андрющенко В. И., Залещанский Б. Д., Фатеев А. Е. и др. М., 2005, с.8.
- Реальный сектор экономики и проблемы решения триединой задачи — интенсификация производства, укрепление безопасности страны и обеспечение социальной стабильности. Статья. Журнал «Экономика и производство», № 3. Соавторы: Андрющенко В. И., Прохоров Н. Л., Фатеев А. Е. и др. М., 2005, с.9.
- Корпорация «Вымпел». Системы ракетно-космической обороны. Книга. Издательский дом «Оружие и технологии». Под общей редакцией Литвинова В. В. Соавторы: Анисимов В. Д., Батырь Г. С., Дементьев В. В., Лукьянова А. Д., Меньшиков А. В., Морозов В. Г., Павлочев А. А., Суханов С. А., Шилин В. Д. М., 2005, с.240.[9]
- Основные вехи 35-летней истории ЦНПО ОАО "МАК «Вымпел». Статья «Корпорация „Вымпел“. Системы ракетно-космической обороны». Издательский дом «Оружие и технологии». Соавторы: Батырь Г. С., Дементьев В. В., Коробова Е. А., Лукьянова А. Д., Балакин В. В., Рытова Н. В. М., 2005, с.14.
- От ракетно-космической обороны к воздушно-космической обороне. Статья. Книга «Корпорация „Вымпел“. Системы ракетно-космической обороны». Издательский дом «Оружие и технологии». Соавторы: Батырь Г. С., Меньшиков А. В., Суханов С. А. М., 2005, с.7.
- Уникальная система контроля космических рубежей страны. Статья. Вестник ОАО "МАК «Вымпел» «Ракетно-космическая оборона», № 1. М., 2009, с.6.
- Курс флагмана радиопрома. Создание, сохранение и развитие ОАО "МАК «Вымпел». "Труды "МАК «Вымпел». М., 2012. с.23.
- Весенняя «Гроза» над пустыней Бетпак-Дала. Об опытно-исследовательском учении по поражению боевых блоков оперативно-тактических баллистических ракет. Статья. Журнал «Арсенал отечества», № 6. М.,2013, с.6.
- Судьбы тернистые пути. Записки офицера войск противовоздушной обороны: Воспоминания. — М., 2014. — С. 486.
- Недремлющая стража // ВПК. — 2014. — № 47 (565). — С. 10.

В период 1989—2005 гг. — разработано и опубликовано также 28 научных работ и научно-технических отчётов в коллективе исполнителей на специальные темы, в том числе по направлениям развития оборонных программ вооружения и по разработке концепций реструктуризации и реформирования оборонных предприятий.